# 21237 Suematsu
21237 Suematsu este o planetă minoră (asteroid), cu un diametru de 4,805 km, din centura de asteroizi. A fost descoperită pe 18 noiembrie 1995 la Kitami Observatory⁠(d) de Kin Endate. 
Obiectul prezintă o orbită caracterizată de o semiaxă mare de 2,6452428 UAi, o excentricitate de 0,15, o înclinație de 4,37952 ° în raport cu ecliptica.